# Angikuni Lake
Angikuni Lake är en sjö i Kanada.   Den ligger i territoriet Nunavut, i den centrala delen av landet, 2 400 km nordväst om huvudstaden Ottawa. Angikuni Lake ligger 256 meter över havet. Arean är 496 kvadratkilometer. Den sträcker sig 32,0 kilometer i nord-sydlig riktning, och 50,1 kilometer i öst-västlig riktning.
Trakten runt Angikuni Lake är nära nog obefolkad, med mindre än två invånare per kvadratkilometer.